# Kraks Blå Bog

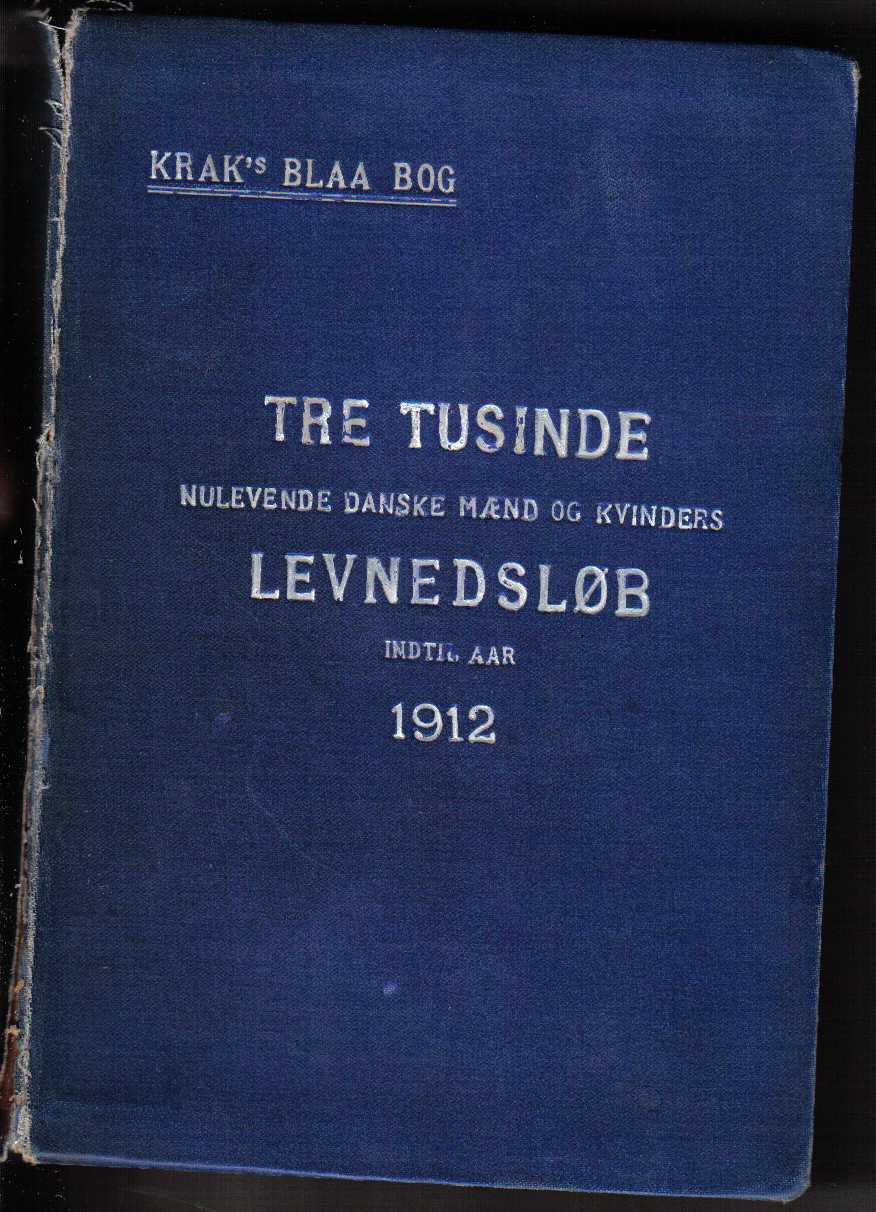
Krags Blå Bog, Ausgabe von 1912

Kraks Blå Bog (dänisch: „Kraks Blaues Buch“) ist ein dänisches Personenlexikon, das beim Gads Forlag in Kopenhagen erscheint. Die erste Ausgabe wurde 1910 nach dem Vorbild von Who’s Who von Ove Krak (1862–1923) herausgegeben und umfasste ungefähr 3000 Biografien. Die 103. Ausgabe von 2012/2013 umfasst 8.229 der „wichtigsten“ Personen aus Dänemark, von den Färöern und aus Grönland. In Grönland erschien zwischen 1988 und 2001 zusätzlich das unabhängige, aber von Kraks Blå Bog inspirierte Grønlands Grønne Bog. Die Jubiläumsausgabe zum hundertjährigen Bestehen von 2009/2010 enthielt ein Register aller 19.874 Personen, die bis dato in Kraks Blå Bog dargestellt wurden.
Bis 2007 erschien die Enzyklopädie im Kraks Forlag, seit der Jubiläumsausgabe 2009/2010 im Gads Forlag. Über die Aufnahme entscheidet eine Redaktionskommission, die von etwa 30 externen Beratern unterstützt wird, deren Namen nicht veröffentlicht werden. Aufnahmekriterium ist nicht nur Bekanntheit und Anerkennung der Leistungen, sondern auch ein „positiver Einfluss“ der besprochenen Person auf die dänische Gesellschaft.

### Alte digitalisierte Ausgaben
- Ausgabe von 1910 im Project Runeberg
- Ausgabe von 1937 im Project Runeberg
- Ausgabe von 1949, Digitalisat von LFL Bladsfond
- Ausgabe von 1957, Digitalisat von LFL Bladsfond
- Ausgabe von 1974, Digitalisat von LFL Bladsfond